# Batogu (okręg Buzău)
Batogu – wieś w Rumunii, w okręgu Buzău, w gminie Murgești. W 2011 roku liczyła 70 mieszkańców.